# Pentraxine 3
La pentraxine 3 est une protéine appartenant à la famille des pentraxines. Son gène est le PTX3 situé sur le chromosome 3 humain.

## Structure
la protéine forme un monomère glycosylé de 45 kilodaltons relié entre eux sous forme de décamère.

## Rôles
Elle intervient dans l'immunité ainsi que dans l'inflammation, en permettant de reconnaître les molécules pathogènes.
Elle se fixe avec la fraction C1q du système du complément.
Elle aurait un rôle protecteur contre l'athérome et l'ischémie myocardique. Elle stimule l'expression du facteur tissulaire et inhibe l'activité du FGF2 (« fibroblast growth factor 2 »), ce qui en fait un régulateur de l'angiogenèse et de la formation de l'athérome.
Son taux s'élève en cas d'insuffisance rénale et en cas de pré-éclampsie, témoignant d'une probable dysfonction endothéliale. Son expression est également augmenté en cas d'hypertension artérielle.
Elle se fixe aussi sur la sélectine P, permettant d'atténuer le recrutement des polynucléaires neutrophiles en cas d'inflammation.